# ديفيد هنري هيكمان
ديفيد هنري هيكمان هو سياسي أمريكي، ولد في 21 نوفمبر 1821 في مقاطعة بوربون في الولايات المتحدة، وتوفي في 25 يونيو 1869 في كولومبيا في الولايات المتحدة.